# 1636 у літературі
Стаття є списком літературних подій та публікацій у 1636 році.

## П'єси
- «Сід» — трагікомедія П'єра Корнеля.

## Народились
- 7 квітня — Грегоріу де Матос, бразильський поет (помер у 1696).
- 1 листопада — Нікола Буало, французький поет, критик (помер у 1711).

## Померли
- 9 грудня — Фабіан Бірковський, польський письменник, проповідник (народився в 1566).